# Diplazium virescens
Diplazium virescens là một loài dương xỉ trong họ Athyriaceae. Loài này được Kunze mô tả khoa học đầu tiên năm 1848.